# 代谷誠治
代谷 誠治（しろや せいじ、1947年3月21日 - ）は、日本の工学者。専門は、原子炉物理学・原子炉工学。京都大学名誉教授。学位は、工学博士。京都大学原子炉実験所（現京都大学複合原子力科学研究所）の所長や原子力安全委員会の委員を務めた。

## 略歴
- 1969年3月 京都大学工学部原子核工学科卒業
- 1974年3月 京都大学大学院工学研究科原子核工学専攻博士課程単位取得退学
- 1974年4月 京都大学原子炉実験所助手
- 1986年1月 京都大学より工学博士の学位を取得、学位論文の題は、"Study on the nuclear characteristics of a light-water-moderated and heavy-water-reflected core loaded with medium-enriched-uranium fuel"「重水反射体付軽水減速型中濃縮ウラン燃料炉心の核特性に関する研究」
- 1990年9月 京都大学原子炉実験所助教授
- 1996年4月 京都大学原子炉実験所教授（京都大学大学院エネルギー科学研究科教授兼任）
- 2003年4月 京都大学原子炉実験所長（2009年3月まで）[1]
- 2010年4月 内閣府原子力安全委員会委員（常勤）[2]
- 2014年5月 原子力規制委員会原子炉安全専門審査会会長[3]

## 原発マネー
代谷は内閣府原子力安全委員会委員および専門委員でありながら、原発関連企業である関西原子力懇談会等から450万円を受け取っており、原発の推進側と規制側の癒着構造が「安全規制ガバナンス」における根本的な問題であると指摘されている。